# Triodontus owas
Triodontus owas är en skalbaggsart som beskrevs av John Obadiah Westwood 1852. Triodontus owas ingår i släktet Triodontus och familjen Orphnidae. Inga underarter finns listade i Catalogue of Life.